# Kanuri
Kanuri – lud afrykański, zamieszkujący północno-wschodnią Nigerię, częściowo Niger, wschodni brzeg jeziora Czad i zachód Sudanu. Populacja: 11 mln (w tym 7,1 mln w Nigerii). Posługuje się językiem kanuri. Główne zajęcia: rolnictwo, handel z pasterzami fulańskimi i Arabami. Stosują na twarzy skaryfikację (znaki plemienne). Grupy Kanuri prowadzą osiadły tryb życia, angażując się w hodowlę i rybołówstwo nad jeziorem Czad, oraz zajmują się handlem i przetwarzaniem soli.